# 韋夏卿
韋 夏卿（い かけい、743年 - 806年）は、唐代の官僚。字は雲客。本貫は京兆府万年県。

## 経歴
検校都官郎中・嶺南節度行軍司馬の韋迢の子として生まれた。苦学して、大暦年間に制挙に応じて及第し、高陵県主簿に任じられた。刑部員外郎に累進した。ときに長らく旱魃と蝗害が続いていたため、詔により郎官の中から畿内の県令を選抜することになり、夏卿は奉天県令に転出した。考課で最も優秀だったことから、長安県令となった。吏部員外郎に転じ、吏部郎中に進み、給事中に任じられた。貞元8年（792年）、常州刺史に出向した。夏卿は儒教を尊び、経学に通じた士を礼遇して招いた。ときに処士の竇群が州境に寓居していたことから、夏卿はその著した史論を取り上げて、竇群を朝廷に推薦し、門人とした。蘇州刺史に転じた。貞元16年（800年）、徐泗濠節度使の張建封の病が重くなると、夏卿は徐州行軍司馬として派遣された。まもなく張建封が死去すると、夏卿は代わって徐泗濠節度使に任じられた。ところが夏卿が着任しないうちに、張建封の子の張愔が徐州の軍に立てられて留後となり、朝廷に追認された。そこで夏卿は長安に召還されて、吏部侍郎となった。貞元17年（801年）、京兆尹となった。太子賓客に転じた。貞元19年（803年）、東都留守・東都畿汝州都防禦使となった。永貞元年（805年）、太子少保に転じた。元和元年（806年）1月丁丑、死去した。享年は64。尚書左僕射の位を追贈された。諡は献といった。

## 伝記資料
- 『旧唐書』巻165 列伝第115
- 『新唐書』巻162 列伝第87